# Massif du Montcalm
Pour les articles homonymes, voir Montcalm.
Le massif du Montcalm, est un massif des Pyrénées, à cheval sur le département de l'Ariège (commune d'Auzat) en France et sur la comarque de Pallars Sobirà (commune d'Alins) en Catalogne. Il culmine à 3 143 m d'altitude à la pique d'Estats. C'est un massif assez complexe qui présente de nombreuses arêtes rocheuses, offrant de nombreuses voies d'alpinisme.

## Géographie
Le massif du Montcalm, comme beaucoup de massifs élevés des Pyrénées, est assez peu clairement délimité. Il est bordé à l'est par le massif de l'Aston (pris dans son sens le plus large), au nord par le massif de Bassiès. Il est délimité par le ruisseau de Soulcem à l'est, par le ruisseau de l'Artigue au nord.

### Topographie

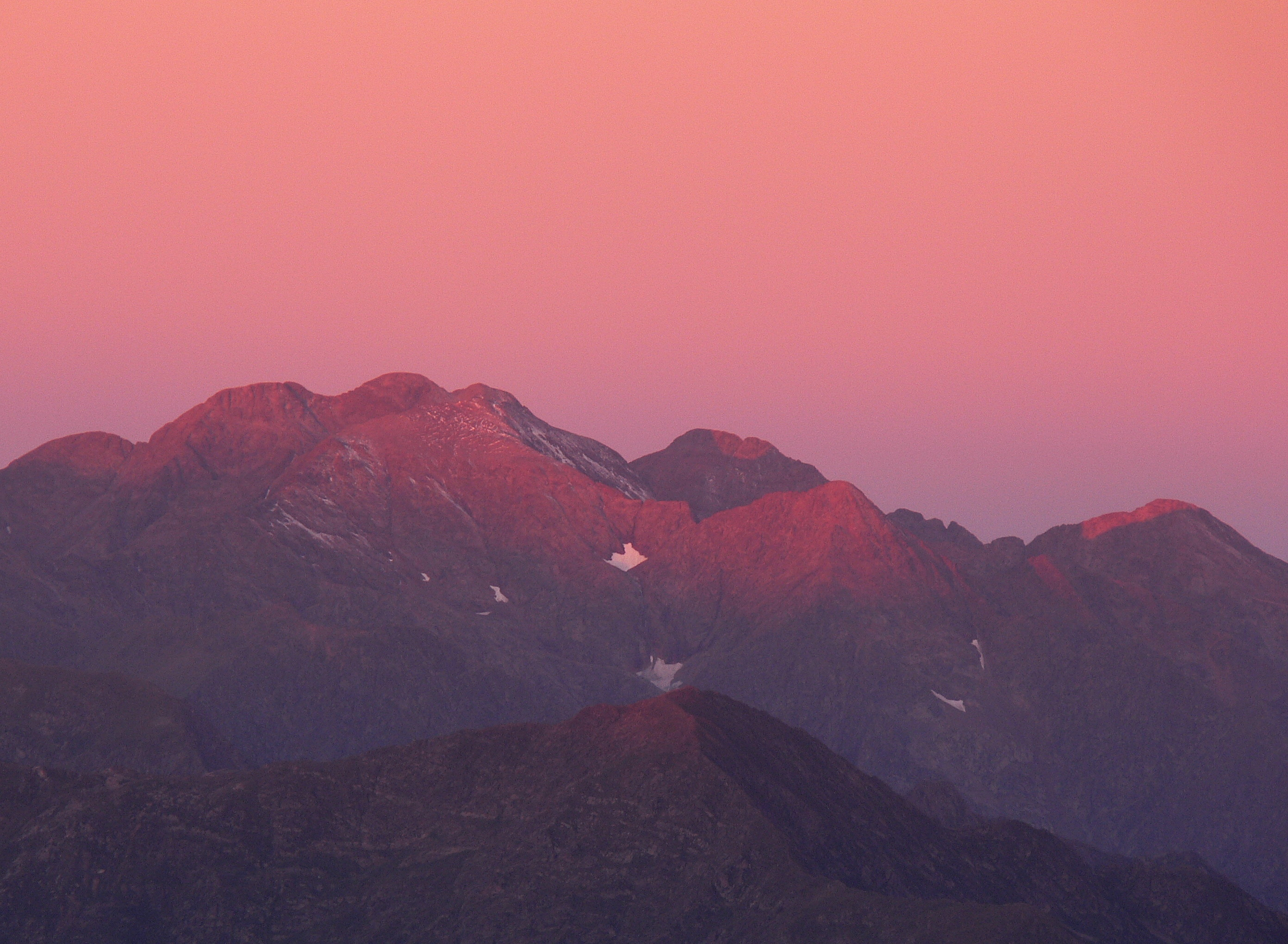
Le massif du Montcalm au lever du soleil.

Ce massif comprend trois pics d'altitude supérieure à 3 000 mètres, et quelques sommets secondaires dépassant eux aussi les 3 000 mètres. Le point culminant du massif, la pique d'Estats, à cheval sur la frontière franco-espagnole, constitue le point le plus élevé de la généralité de Catalogne. Au centre du massif se dresse le pic du Montcalm qui est le plus haut sommet situé intégralement sur le territoire de l'Ariège, et qui est également le sommet de plus de 3 000 mètres le plus oriental de la chaîne pyrénéenne. À ce titre, le massif du Montcalm est donc le plus oriental de la chaîne des Pyrénées à culminer à plus de 3 000 mètres, avant que la chaîne ne se s'abaisse progressivement vers la mer Méditerranée. L'orientation de la crête frontalière franco-espagnole au moment de sa traversée du massif est pratiquement nord-sud. Ce sont donc les faces ouest de la pique d'Estats et du pic du Port de Sullo qui sont espagnoles.
Bien qu'il donne son nom au massif (du côté français), le pic du Montcalm n'est pas le point culminant du massif. La pique d'Estats le dépasse d'une soixantaine de mètres. Cependant, vu d'Auzat, dans la vallée de Vicdessos, c'est le pic du Montcalm qui apparaît dominateur, projetant plusieurs éperons impressionnants sur une hauteur de plus de 1 800 mètres.
Principaux sommets :
- Pique d'Estats, 3 143 m ;
- Pic du Montcalm, 3 077 m ;
- Pic du Port de Sullo, 3 072 m ;

Sommets secondaires :
- Pic de Verdaguer, 3 131 m ;
- Punta Gabarro, 3 115 m ;
- Pic Rodo de Canalbona, 3 004 m.

## Climat
La ligne de partage des eaux orientée nord-sud, qui relie le pic des Trois-Seigneurs, le port de Lers, la pique Rouge de Bassiès et la crête frontalière dans le massif du Montcalm, qui sépare donc le Couserans du pays de Foix, représente une limite climatique entre un sous-climat atlantique gascon à l'ouest et un sous-climat de transition atlantique-méditerranéen à l'est. Dans la haute chaîne, la différence entre ces deux climats se caractérise surtout par des pâturages moins verts côté pays de Foix en fin d'été, la typologie de la végétation étant identique des deux côtés. La véritable transition entre climat atlantique et méditerranéen se situe plus à l'est, sur une ligne de partage des eaux entre les bassins versants de l'Ariège (vers l'Atlantique) et de l'Aude (vers la Méditerranée), avec ici des différences marquées de végétation.

## Histoire
Les officiers géodésiens Jean Baptiste Corabœuf et son assistant Testu ont réalisé la première ascension du pic du Montcalm et de la pique d'Estats en 1827, lors de l'établissement d'une carte d'état-major à l'échelle 1/80 000e. Le colonel Corabœuf a fait une station d'une quinzaine de jours au sommet du Montcalm dans des conditions météorologiques difficiles, érigeant au sommet un signal en pierres dont il ne reste pratiquement plus de vestige visible.

## Ascensions
La voie normale vers les sommets du massif, depuis la vallée de l'Artigue, présente un dénivelé important, proche des 2 000 mètres, qui peut nécessiter de réaliser l'ascension en deux jours, en dormant au refuge du Pinet (2 250 m).